# Активист
«Активи́ст» — двотижневий журнал Удмуртського ОК ВКП(б). Виходив в 1928—1930 роках в Іжевську. Висвітлював питання партійної організації. Був адресований партійному активу удмуртських міст та сіл. Наклад — 3 тисячі примірників (1930).
Редколегія: Г. І. Тащієв (відповідальний редактор), Н.Шклярук-Остапкович, І. Тарасов, М.Іванова, А.Спалва, Климов, Калінін. В написанні статей брали участь відомі партійні діячі регіону.